# 9 mai 1959

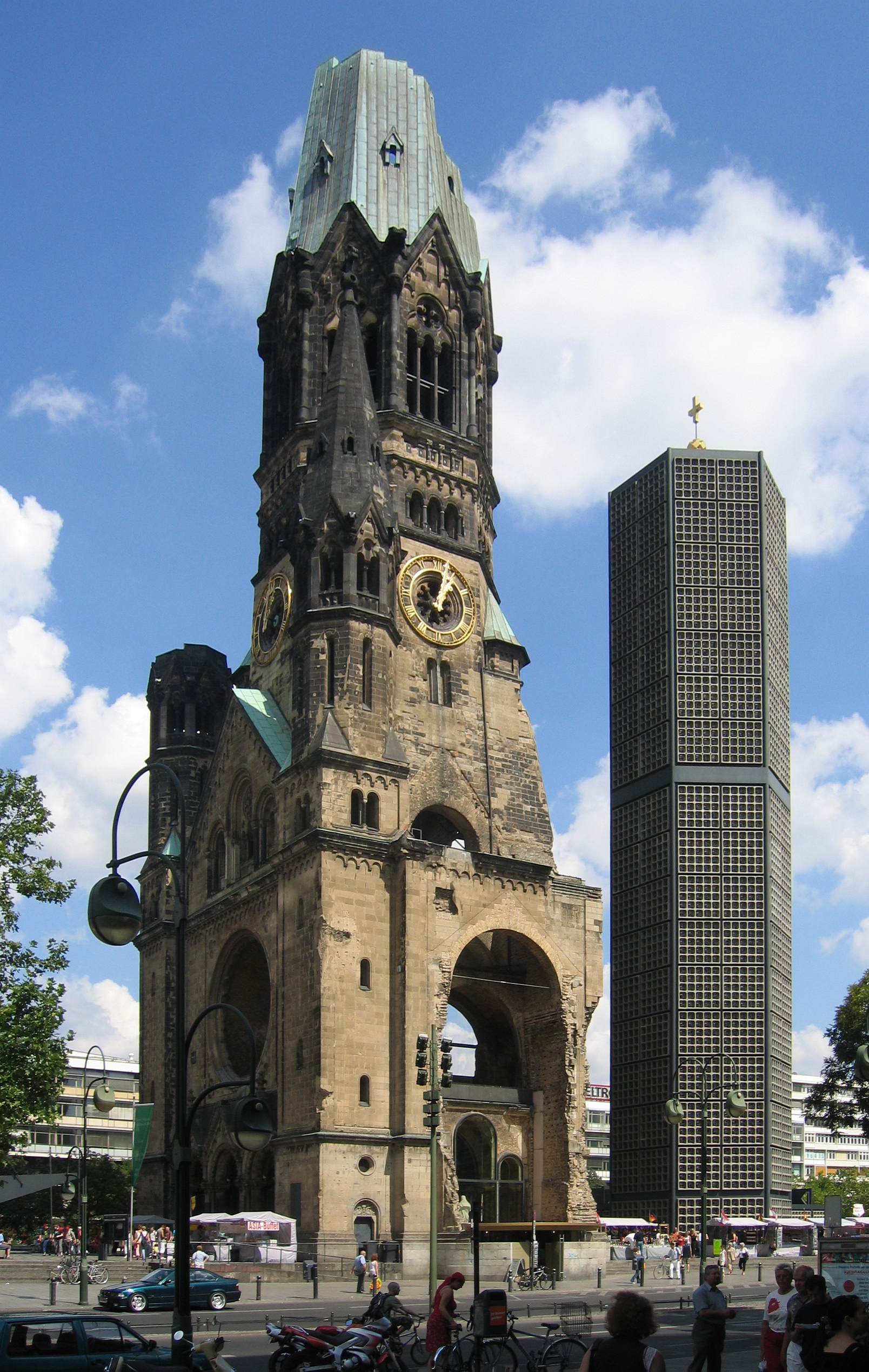
Partie moderne de l’Église du Souvenir de Berlin commencée le 9 mai 1959.

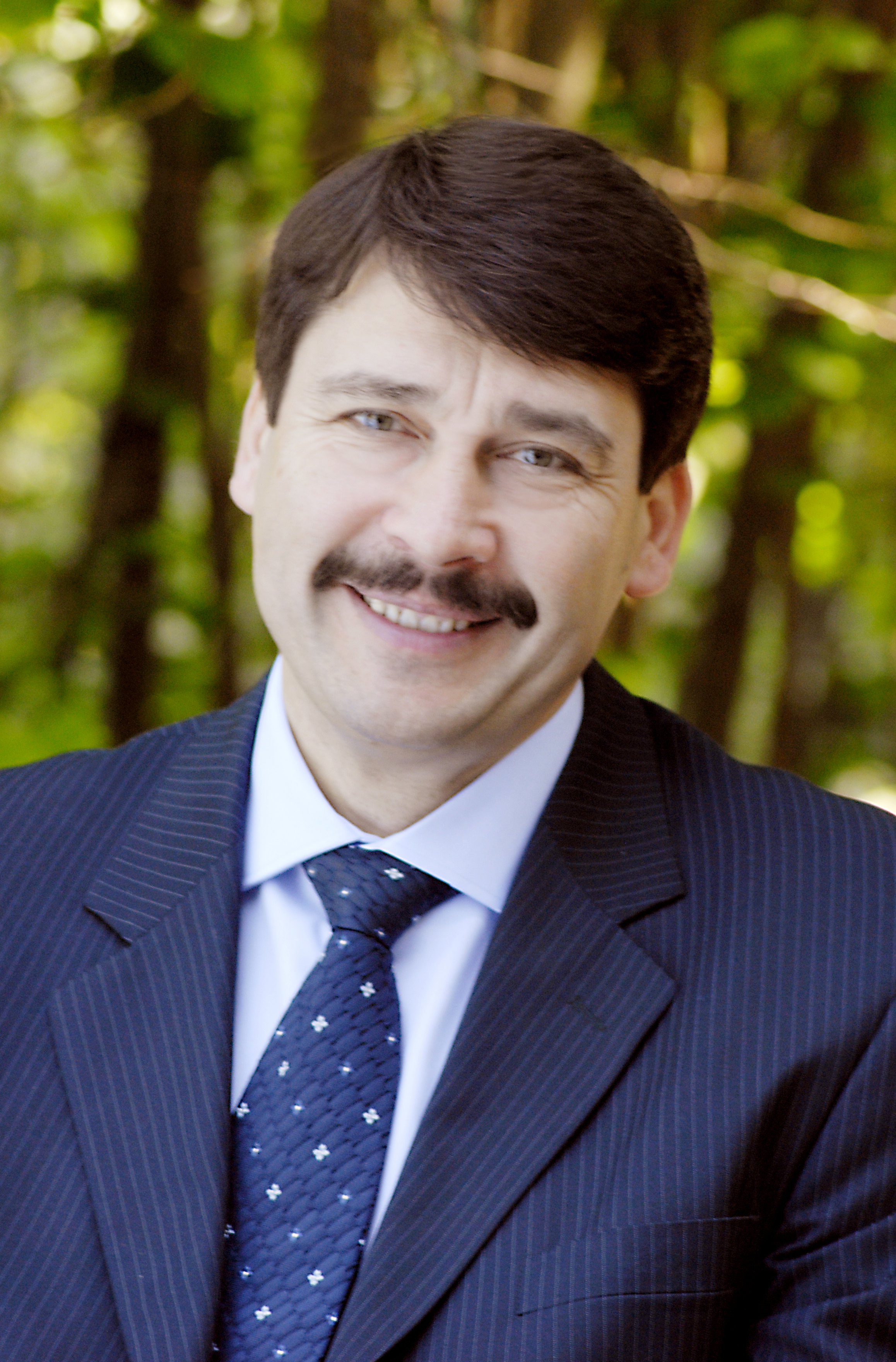
János Áder, président de la république de Hongrie depuis 2012.

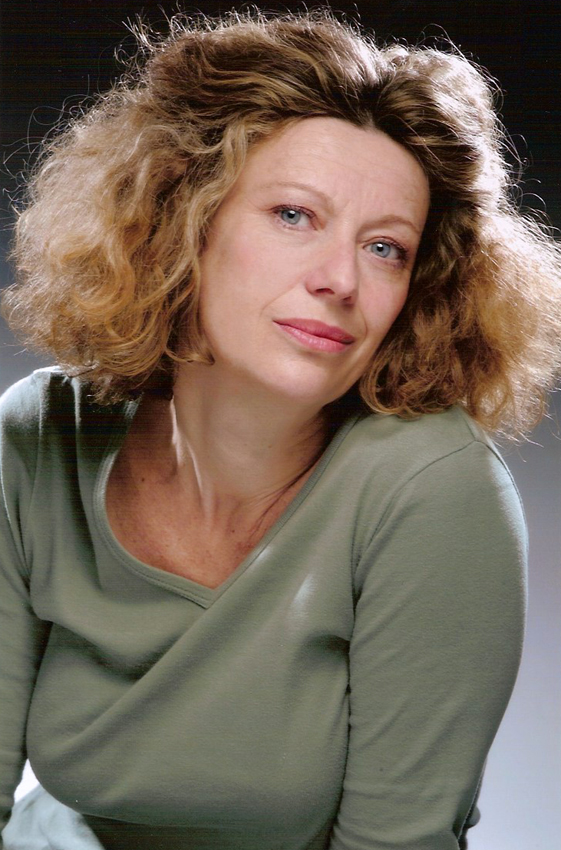
Caroline Beaune, actrice française.

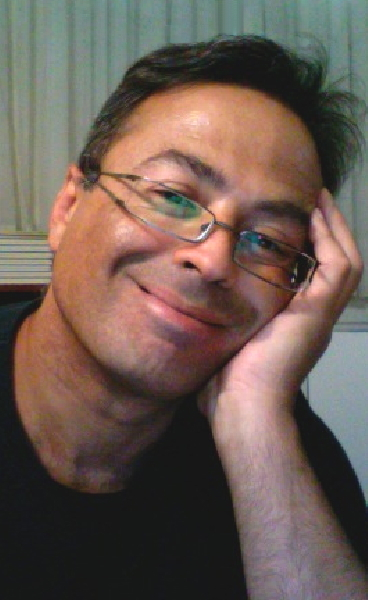
Daniel N. Sebban, auteur franco-canadien de BD.

Le samedi 9 mai 1959 est le 129e jour de l'année 1959.

## Événements

### Architecture
- Pose de la première pierre de la nouvelle Église du Souvenir de Berlin, commémorative de la destruction de Berlin. L'édifice, qui est une fine tour moderne de verre jouxtant la ruine de la tour néo-romane et une nef moderne, est l’œuvre de l'architecte Egon Eiermann.
- Pose de la première pierre du Harrison Hall (en), édifice de l’université Miami aux États-Unis, abritant les facultés de Sciences politiques et de Management.

### Sport
- Naissance de Cicada (en), cheval de course pur-sang américain qui a été la première pouliche de l'histoire des courses américaines à remporter des championnats consécutifs à l'âge de deux, trois et quatre ans.

## Naissances
- János Áder, juriste, homme politique hongrois, président de la République de Hongrie ;
- Fred Apke (de), dramaturge et metteur en scène allemand ;
- Christian Bach (morte le 26 février 2019), actrice argentine ;
- Thomas Bading (de), acteur et metteur en scène allemand de cinéma et de théâtre ;
- Caroline Beaune (morte le 24 juillet 2014), actrice française ;
- Éric Bott, homme politique belge ;
- Carmen Carmona (es), femme politique espagnole ;
- Mariano Carrera Blázquez (es), peintre, sculpteur et photographe espagnol ;
- Dennis Chambers, batteur de jazz américain ;
- Choi Il-hwa (en), acteur sud-coréen ;
- Jörg Damme, tireur sportif est-allemand ;
- Chy Davidson (en), joueur américain de football américain ;
- Roberto Jesús Contreras (de), footballeur mexicain ;
- Ashantha de Mel (en), joueur de cricket srilankais ;
- Pavel Égüez (es), peintre et muraliste équatorien ;
- Miguel Ángel Gambier (es) (mort le 21 septembre 2016, footballeur argentin ;
- Tony Gwynn (mort le 16 juin 2014), joueur de baseball américain ;
- Fritz Heer (en), sprinteur allemand ;
- Siegmund Hegeholz (de), athlète paralympique allemand, spécialiste ;
- Gabriele Hessel (de), avocate et juge allemande ;
- Ivan Ivanov, coureur cycliste russe ;
- Hwang Jae-Gil (es), judoka nord-coréen ;
- Andrew Jones (en), joueur de cricket néo-zélandais ;
- Barbara Joscelyne (en), athlète paralympique britannique, spécialiste du 100 m, du 400 m et du saut en longueur ;
- Satsuki Katayama, femme politique japonaise ;
- Kajo Lang (de), écrivain allemand d'origine américaine ;
- Mick Leonard (en), footballeur anglais ;
- Ulrich Matthes, acteur allemand ;
- Vicko Milatović (en), batteur serbe du groupe de rock yougoslave Riblja Čorba ;
- Éric Navet, cavalier français de saut d'obstacles ;
- Andreas Netzle (de), journaliste et homme politique suisse ;
- Matthias Rath, philosophe et scientifique allemand ;
- Ives Gandra da Silva Martins Filho (pt), juriste et magistrat brésilien ;
- David Roth (en) (mort le 19 juillet 2015), directeur d’opéra au Kentucky Opera de Louisville ;
- Paul Fitzpatrick Russell, évêque américain ;
- Georges Seba, auteur-compositeur-interprète-arrangeur camerounais ;
- Daniel N. Sebban, auteur français et canadien de bandes dessinées ;
- Norbert Silberbauer (de) (mort le 7 juin 2008), écrivain autrichien ;
- Rao Dan Singh (en), homme politique indien ;
- George Davey Smith (en), épidémiologiste britannique ;
- Cristina Tejedor (es), actrice argentine ;
- Daniel Winkler (en), avironeur suisse ;
- Bernd Zolitschka (de), géographe allemand ;
- Luc Noël, journaliste et animateur de télévision belge.

## Décès

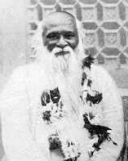
Bhaurao Patil, éducateur des pauvres en Inde.

- Lupe del Castillo (es) (date de naissance inconnue), actrice mexicaine ;
- Hamdija Kreševljaković (en) (né le 18 septembre 1888), historien bosniaque ;
- Alan McLean (en) (né le 5 juillet 1875), homme politique anglais ;
- Bhaurao Patil (en) (né le 22 septembre 1887), activiste indien en faveur de l’éducation des communautés indiennes les plus pauvres ;
- Phil Nesser (en) (né le 10 décembre 1880), joueur germano-américain de football américain ;
- André Roder (de) (né le 31 mai 1900), sculpteur autrichien ;
- Rodolphe Strebelle (né le 22 juin 1880), peintre belge ;